# Animal Nitrate
Animal Nitrate este cel de-al treilea single al trupei Suede, lansat pe 22 februarie 1993, cu puțin înainte de lansarea albumului lor de debut, Suede. A ajuns până pe locul 7 în topul britanic, devenind astfel single-ul cu cel mai mare succes de pe albumul de debut.
În martie 2005, revista Q a situat melodia pe locul 97 în lista Greatest Guitar Tracks, iar în mai 2007, revista NME a plasat-o pe locul 43 în topul celor mai bune 50 imnuri indie.
Titlul cântecului face aluzie la un drog inhalant, denumit în engleză „amyl nitrite”.

## Lista melodiilor

### CD
1. „Animal Nitrate”
2. „Painted People”
3. „The Big Time”

### 12"
1. „Animal Nitrate”
2. „Painted People”
3. „The Big Time”

### 7"
1. „Animal Nitrate”
2. „The Big Time”

## Despre videoclip
Videoclipul pentru acest cântec este regizat de Pedro Romhanyi, și a fost cenzurat pentru că arăta doi bărbați sărutându-se. În videoclip, formația este arătată cântând în fața unei draperii roșii (la care se pare că unul dintre ei era alergic). Sunt intercalate imagini cu solistul Brett Anderson așezat pe un fotoliu, îmbrățișând o păpușă cu cap de porc, apoi privind la o femeie îmbrăcată în haine cu imprimeu de leopard, care se rotește și se transformă într-un bărbat; femeia și bărbatul sunt ulterior arătați împreună, alături de un șarpe.

## Poziții în topuri
- 7 (Marea Britanie)
- 21 (Suedia)